# Asangi (K.D.), Basavana Bagevadi
Asangi (K.D.) là một làng thuộc tehsil Basavana Bagevadi, huyện Bijapur, bang Karnataka, Ấn Độ.